# Aucassin et Nicolette (Grétry)
Pour les articles homonymes, voir Aucassin et Nicolette (homonymie).

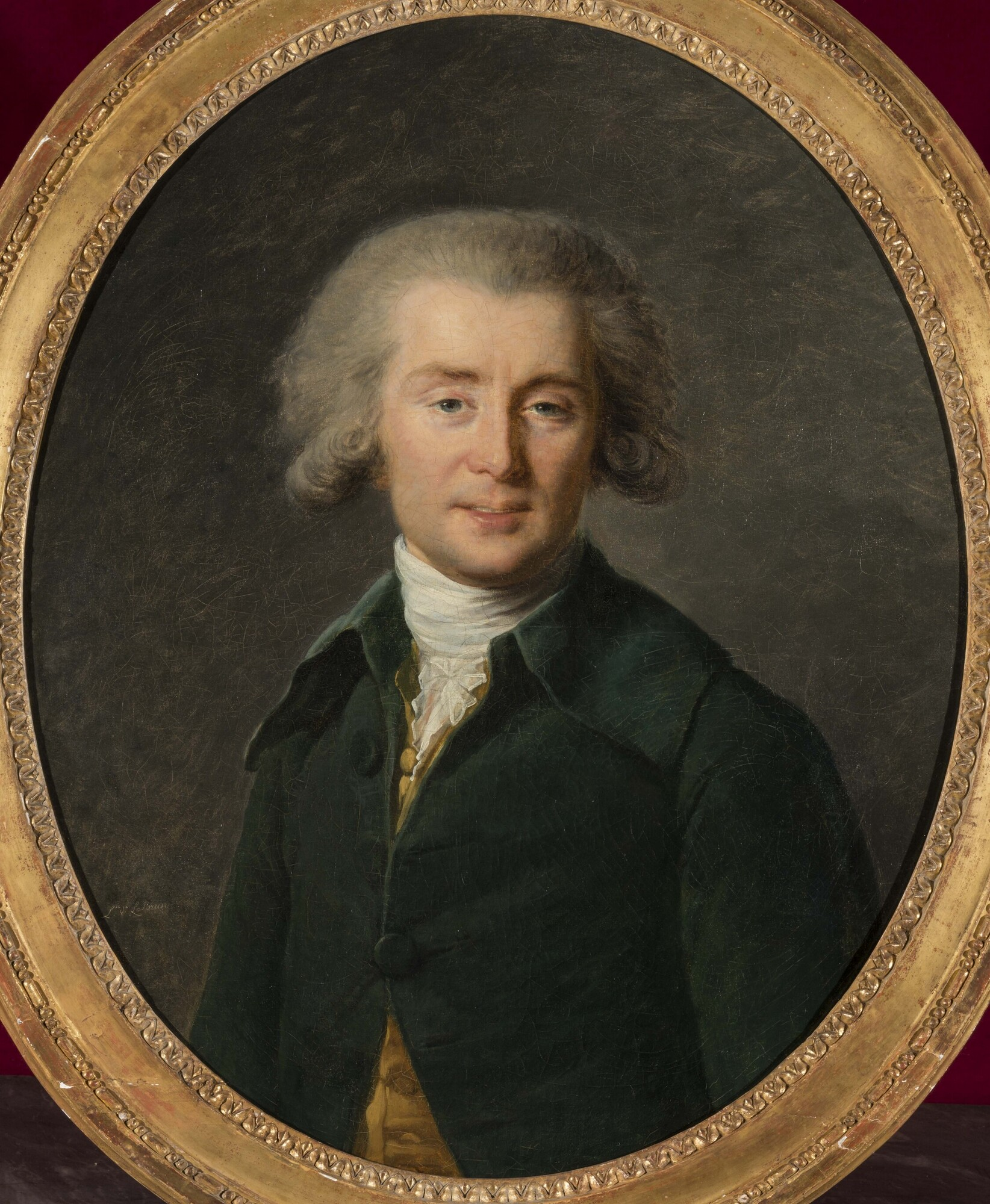
André Grétry en 1785, par Élisabeth Vigée Le Brun (Château de Versailles).

Aucassin et Nicolette, ou Les mœurs du bon vieux tems  [sic], est un opéra-comique français, composé par André Grétry en 1779.
Il prend la forme d’une comédie mise en musique en quatre actes. L’œuvre fut créée par la Comédie-Italienne au Château de Versailles le 30 décembre 1779 puis à l'Hôtel de Bourgogne (Opéra-Comique) à Paris le 3 janvier 1780. Il fut recréé en 1782, réduit à 3 actes.
Le livret est de Michel-Jean Sedaine, d’après Les amours du bon vieux tems, du médievaliste Jean-Baptiste de La Curne de Sainte-Palaye, version modernisée de l’œuvre en ancien français Aucassin et Nicolette.

## Rôles
| Rôle                             | Voix                         | Distribution de la création, 30 décembre 1779       |
| -------------------------------- | ---------------------------- | --------------------------------------------------- |
| Aucassin                         | ténor                        | Jean-Baptiste Guignard, dit M Clairval              |
| Garins, comte de Beaucaire       | basse-taille (baryton-basse) | Philippe-Thomas Ménier                              |
| Bongars, comte de Valence        | basse-taille                 | M Suin                                              |
| Vicomte de Beaucaire             | ténor                        | Jean-René Lecoupay de la Rosière                    |
| Un berger                        | basse-taille                 | Pierre-Marie Narbonne                               |
| Serviteurs du Comte de Beaucaire | ténors                       | Charles-Nicolas-Joseph-Justin Favart, M. Dorgeville |
| Page d’Aucassin                  | parlé                        | Jacques Béron, dit M d'Orsonville                   |
| Marcou (premier soldat)          | ténor                        | Guillaume-Adrien-Antoine Visentini, dit M Thomassin |
| Bredau (second soldat)           | basse-taille                 | M. Darville                                         |
| Nicolette                        | soprano                      | Louise-Rosalie Lefebvre, dite Mme Dugazon           |
| Eudelinde                        | soprano                      | Françoise Carpentier, dite Mme Gonthier             |

## Résumé

### Acte 1
Aucassin et Nicolette sont profondément amoureux, mais le père d’Aucassin, le comte Garins, s'oppose à leur mariage car la filiation de Nicolette est inconnue. Lorsque son ennemi juré, le comte Bongars, attaque son château, Garins demande de l'aide à son fils. Aucassin accepte, à condition qu'il soit autorisé à revoir Nicolette. Il se bat et emmène Bongars en captivité, mais son père refuse de remplir sa part du marché. Quand Aucassin réagit avec colère en libérant Bongars et en l'encourageant à continuer à se battre contre Garins, Garins envoie Aucassin en prison.

### Acte 2
Nicolette et Aucassin sont tous deux dans des cellules de prison séparées. Elle parvient à s'échapper en utilisant une échelle de corde mais ne parvient pas à atteindre la fenêtre d'Aucassin. Les gardes, Marcou et Bredau, comprennent son sort et lui permettent de fuir dans la forêt voisine. Lorsque Garins ne parvient pas à retrouver Nicolette, il conclut qu'elle mourra dans la forêt ;  il est donc inutile de garder Aucassin sous clé. Un berger apporte à Aucassin un message secret de Nicolette et celui-ci se rend dans la forêt pour la rencontrer. Bongars arrive alors pour faire la paix avec Garins. Il a découvert que Nicolette est vraiment sa fille et a hâte de la retrouver.

### Acte 3
Nicolette est seule dans la forêt quand le berger puis Aucassin arrivent. Aucassin n’a pas encore connaissance de la filiation de Nicolette et pense que son père s'oppose toujours à leur mariage. Aucassin préférerait mourir que de l'abandonner. Garins et le reste de son groupe trouvent les amants et les entourent. Aucassin jure qu'il va se suicider plutôt que de se rendre, mais on lui apprend la vérité sur la naissance de Nicolette et, cette idée fausse résolue, les amants sont libres de se marier.